# Ennomos subsignaria
Ennomos subsignaria är en fjärilsart som beskrevs av Jacob Hübner 1818-1823. Ennomos subsignaria ingår i släktet Ennomos och familjen mätare. Inga underarter finns listade i Catalogue of Life.

## Bildgalleri

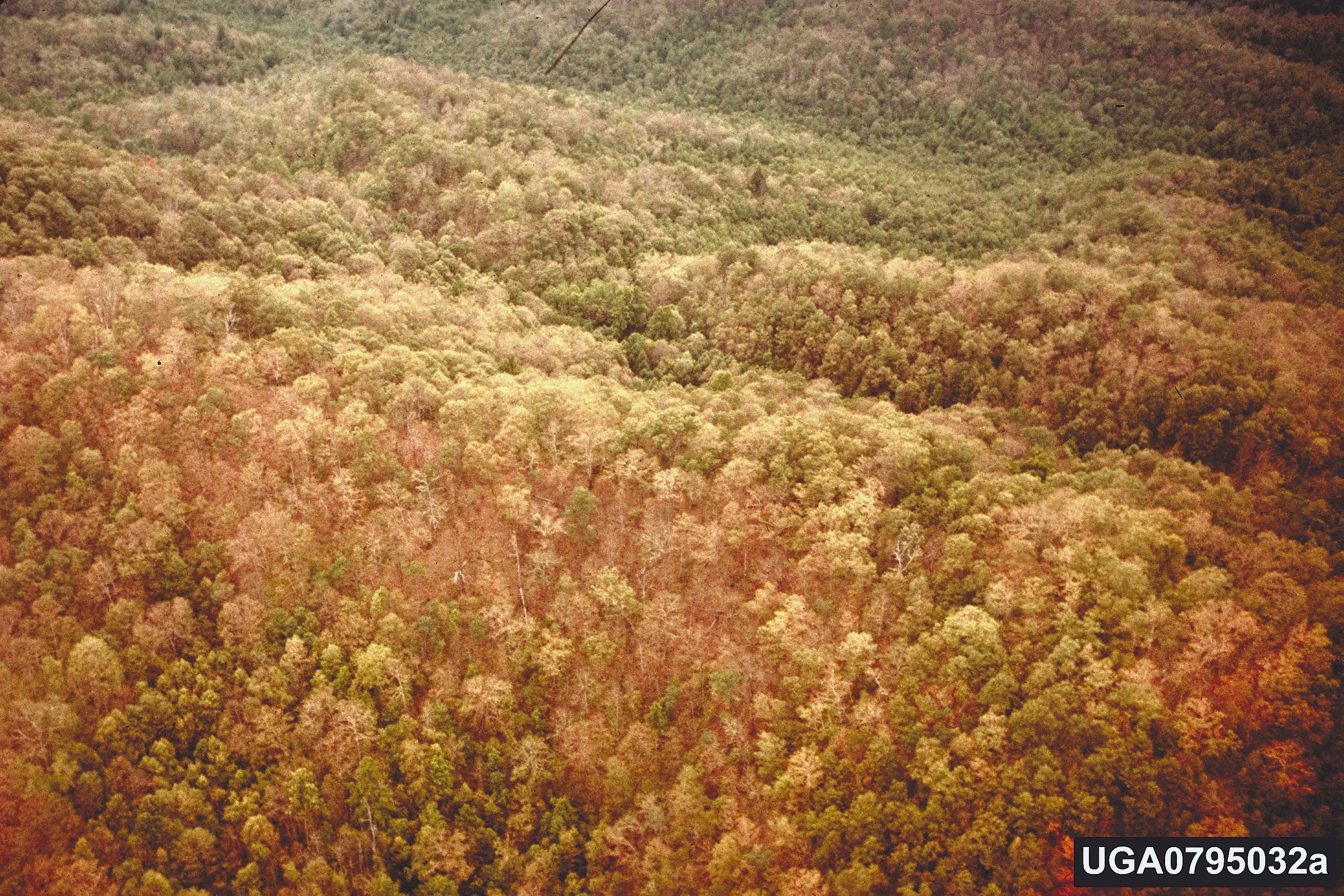
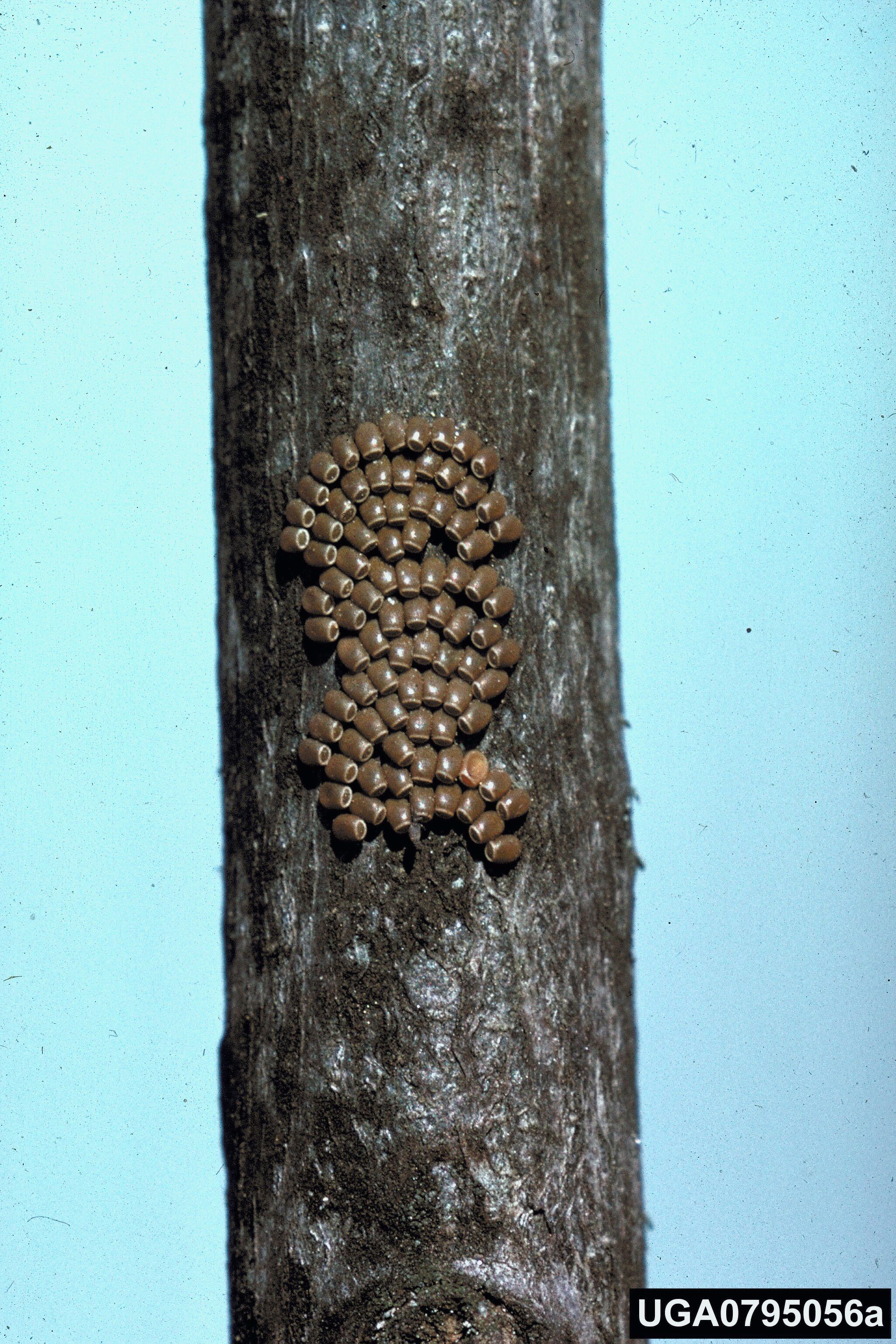
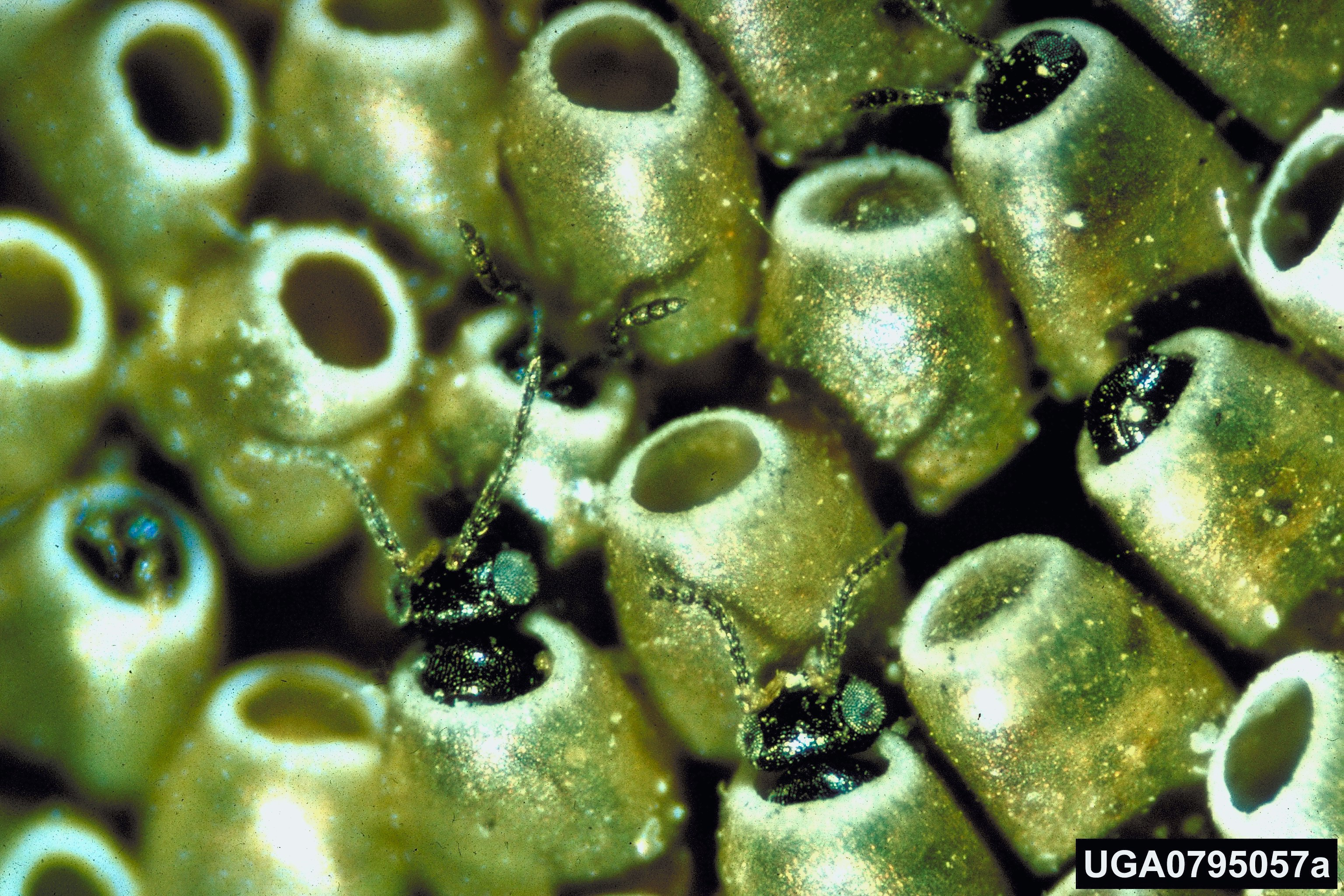
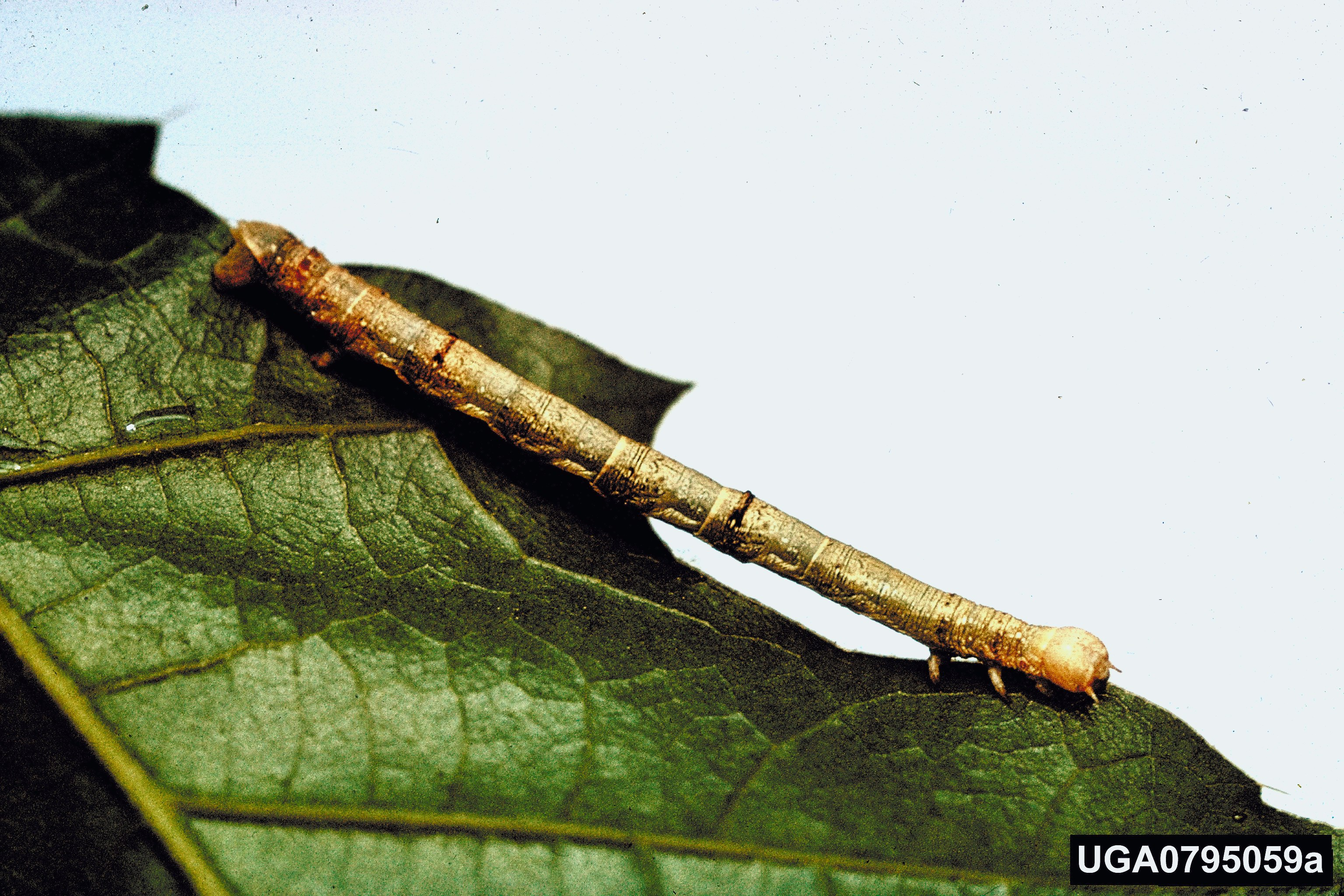
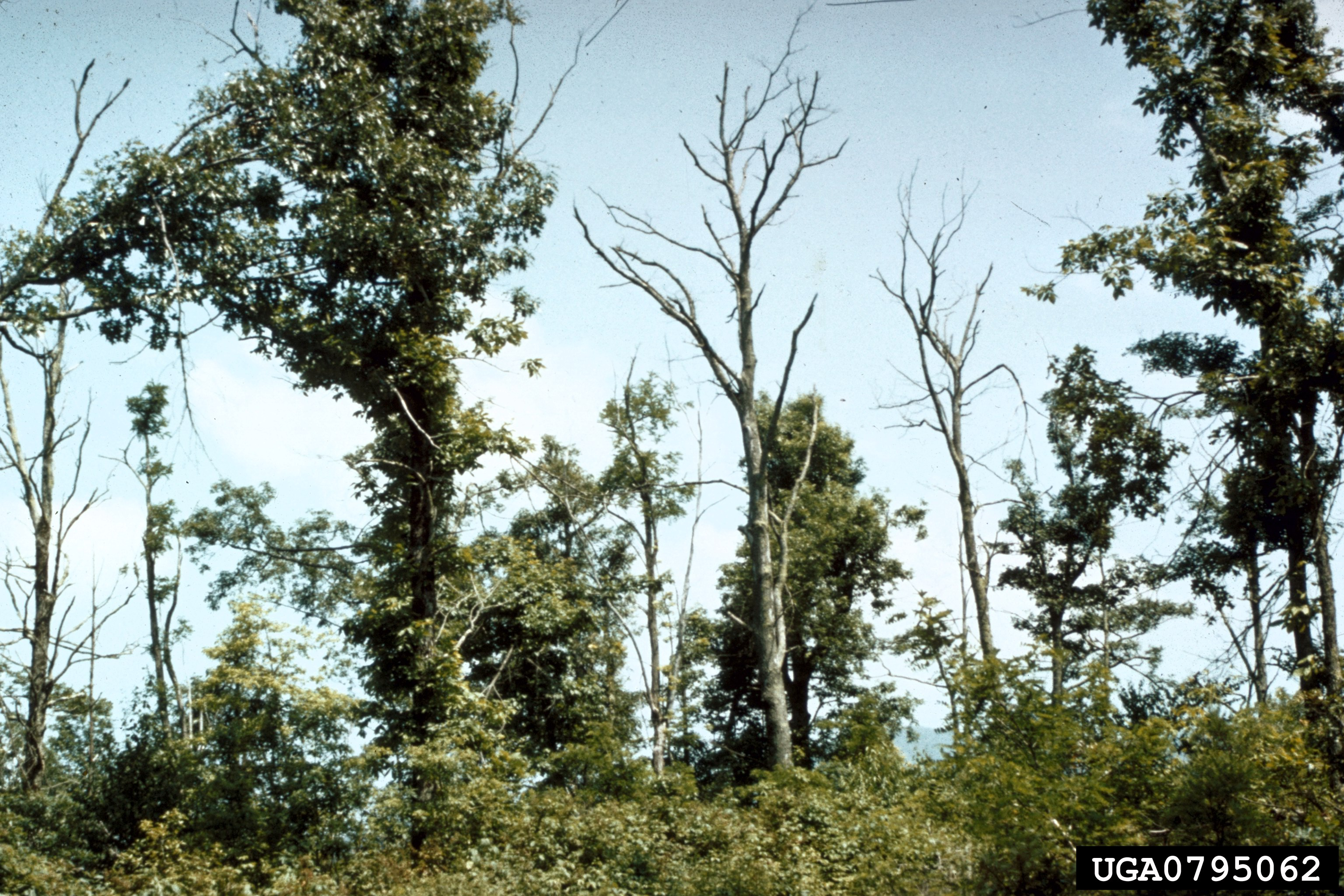
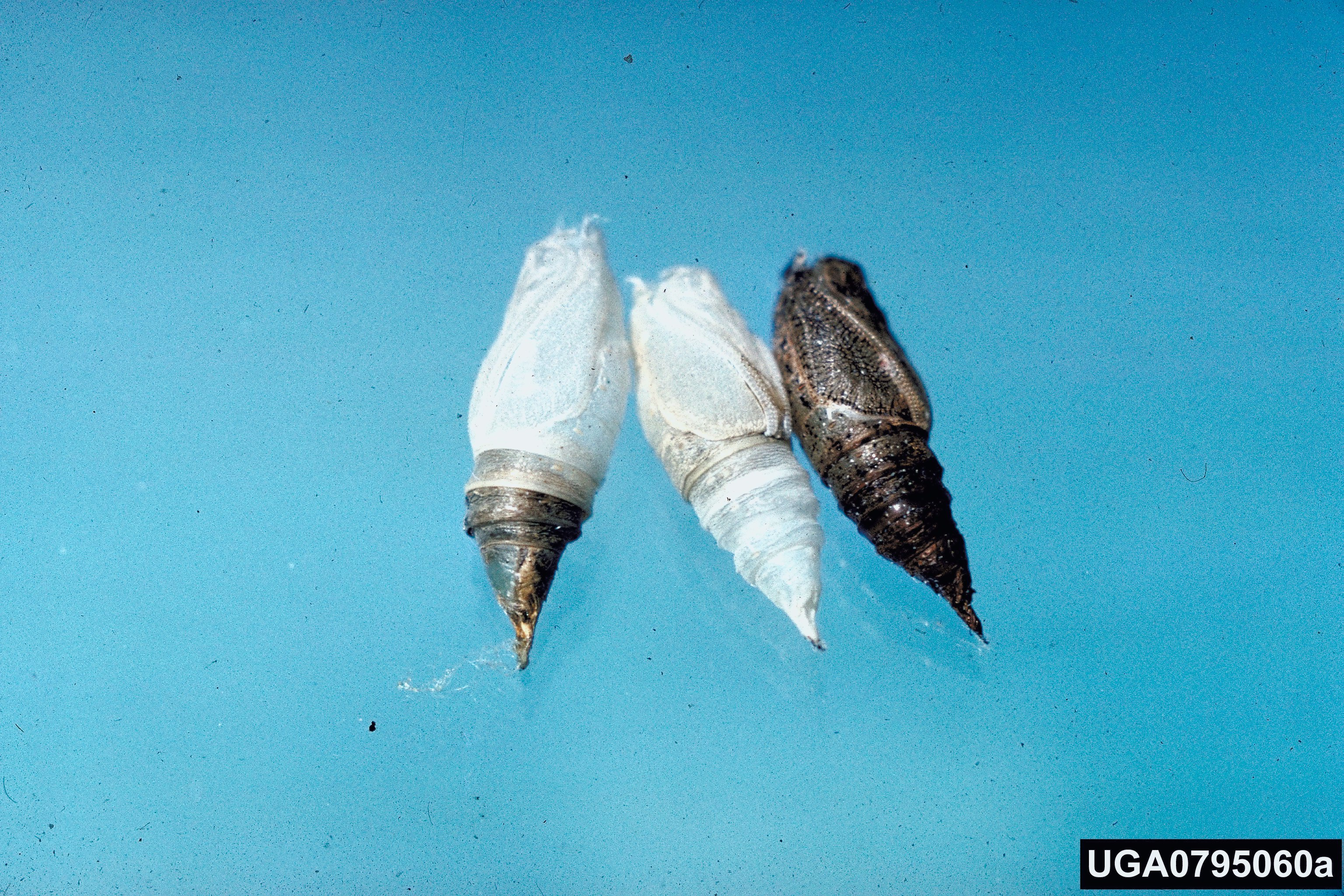